# Felix Scheder-Bieschin (Unternehmer, 1929)
Felix Scheder-Bieschin (* 15. Oktober 1929 in Lübeck; † 17. Dezember 2024 in Hamburg) war ein deutscher Unternehmer, Vorsitzender des Aufsichtsrates der von ihm gegründeten Reederei MACS Maritime Carrier Shipping und Hochseesegler.
Er war Sohn des Olympiaseglers Felix Scheder-Bieschin und mit Anneliese, geborene Kadelbach (1935–2013) verheiratet. Der Ehe entsprangen vier Kinder.
Er segelte aktiv auf Hochsee-Segelregatten. Dreimal nahm er mit seinen Yachten, die alle auf den Namen Vineta getauft wurden, an den Admiral’s Cup Ausscheidungen teil. Später mit fast 80 Jahren segelte er noch das Rolex Middle Sea Race an Bord einer hochmodernen Rennyacht. Parallel zu seinen seglerischen Aktivitäten förderte er die Ausbildung der nächsten Generation von Seglerinnen und Seglern. So war er jahrelang Jugendvorstand im Norddeutschen Regatta Verein (NRV) und initiierte die in den 1980er und 1990er Jahren sehr erfolgreiche Piraten-Gruppe auf der Elbe. Über 50 Jahre war der zudem Mitglied im Hamburgischen Vereins Seefahrt (HVS) und von 1997 bis 2003 ihr Vorsitzender. Felix Scheder-Bieschin war einer der Initiatoren der Segelregatta DaimlerChrysler North Atlantic Challenge 2003 (Newport–Cuxhaven/Hamburg) und gründete die Stiftung Hochseesegeln.

## Auszeichnungen
- 2008 erhielt Felix Scheder-Bieschin den ersten German Offshore Award, eines Ehrenpreises der Freien und Hansestadt Hamburg, für die erfolgreiche Teilnahme am stürmischen Rolex Middle Sea Race 2007 mit seiner Yacht Vineta vom Typ Marten49.[4]

- 2023 wurde Scheder-Bieschin im Großen Saal des Hamburger Rathauses im Rahmen des German Offshore Award mit dem „Lifetime Award der German Offshore Owners Association“ für sein seglerisches Lebenswerk ausgezeichnet.[5][6]